# デイヴ・ロギンス
デイヴ・ロギンス（Dave Loggins、1947年11月10日 - 2024年7月10日）は、アメリカの歌手、ソングライター、ミュージシャン。

## 音楽キャリア
ロギンスは、1974年の作曲ナンバー「Please Come to Boston」で最もよく知られており、この曲はアメリカで成功した人気音楽ナンバー5 (ナンバー1・イージーリスニング)とされている。1995年には、ナッシュビル・ソングライターの殿堂入りを果たした。シンガーソングライターのケニー・ロギンスのまたいとこであるが、2人はプロとしてのキャリアの後半に至るまで会ったことはなかった。
ロギンスはまた、スリー・ドッグ・ナイトというバンドのために曲「ピーセズ・オブ・エイプリル」を書き、1973年にはトップ20入りする成功を収めた。タニヤ・タッカー、レストレス・ハート、ワイノナ・ジャッド、リーバ・マッキンタイア、ゲイリー・モリス、ビリー・レイ・サイラス、アラバマ、トビー・キース、ドン・ウィリアムズ、クリスタル・ゲイルに曲を書き、ケニー・ロジャースのナンバー1ヒット曲「Morning Desire」や、ジュース・ニュートンの「You Make Me Want To Make You Mine」といった曲を書いてきている。1984年、アン・マレーとのデュエット曲「愛のデュエット (Nobody Loves Me Like You Do)」を録音し、ビルボード・ホット・カントリー・シングル・チャートで第1位を獲得した。ロギンスとマレーは、1985年のCMAアワードで年間最優秀ボーカル・デュオに選ばれた。
ロギンスの最も有名な楽曲の1つは、1981年にオーガスタ・ナショナル・ゴルフクラブを訪れたときに書いた「Augusta」である。翌年、CBSは毎年マスターズ・トーナメントの中継でこの曲をテーマとして使用し始めた。1982年、デヴィッド・ラズリーは、1979年にロギンスによってオリジナルがリリースされた、ロギンスの「If I Had My Wish Tonight」のカバー・バージョンをリリースした。
ミュージシャンになる前、ロギンスは製図工や保険のセールスマンとして働いていた。
2024年7月10日、テネシー州ナッシュビルのホスピスで死去。76歳没。

## ディスコグラフィ

### スタジオ・アルバム
- 『パーソナル・ビロンギングス』 - Personal Belongings (1972年、Vanguard)
- 『アプレンティス』 - Apprentice (In a Musical Workshop) (1974年、Epic)
- 『カントリー・スイート』 - Country Suite (1976年、Epic)
- 『ワン・ウェイ・チケット・トゥ・パラダイス』 - One Way Ticket to Paradise (1977年、Epic)
- David Loggins (1979年、Epic)

### シングル
- "Claudia" (1972年)
- "Think'n of You" (1973年)
- "Please Come to Boston" (1974年)
- "Someday" (1974年)
- "Girl from Knoxville" (1974年)
- "Movin' to the Country" (1976年)
- "Savior of My Natural Life" (1976年)
- "Ship in a Bottle" (1977年)
- "One Way Ticket to Paradise" (1977年)
- "Three Little Words (I Love You)" (1977年)
- "So Much for Dreams" (1978年)
- "The Fool in Me" (1979年)
- "Pieces of April" (1979年)

### ゲスト・シングル
- アン・マレー : 「愛のデュエット」 - "Nobody Loves Me Like You Do" (1984年)
- ガス・ハーディン : "Just as Long as I Have You" (1985年)